# Arabella Fields
Arabella Fields (Philadelphia, 1879. január 31. – ?, 1932. január 1.) amerikai afro-amerikai énekesnő, színésznő. 1894-ben költözött Európába, és úgy gondolják, hogy ő az első a fekete amerikai előadók között, aki lemezfelvételeket készített Európában. Fields Stephen Foster dalait interpretálta. Öt nyelven beszélt, és sikeres volt az európai közönség körében. Azt állította, hogy 1887-ben − már 8 éves korától − fellépett.

## Pályafutása
1894-ben a 15 éves Arabella csatlakozott egy R.A. Cunningham által szervezett, Európába tartó varieté társulathoz. A négy nőből és négy férfiból álló „San Francisco Minstrels” 1894. augusztus 30-án nyílt meg Berlinben, a Charlotteburg Flora kabaréban.
Egy három hónapos németországi turné után a társulat Dánián, Norvégián, Svédországon és Finnországon is keresztül utazott, mielőtt 1895. végén megérkezett az Orosz Birodalomba, hogy szibériai turnéra induljon. A turné során Arabella hozzáment társulati társához, James C. Fieldshez. Miután a társulat 1897. közepén felbomlott, a pár megalakította a „James és Bella” duót. Oroszországban és Ausztria-Magyarországon turnéztak. 1900-1901 között a pár Hollandiában, az Egyesült Királyságban és Franciaországban turnézott „American Jubilee Troubadours” néven. A turné ideje alatt a holland újságok Fieldst „Black Nightingale” néven kezdték reklámozni. 
1902. júliusában a társulat feloszlott. James és Bella Berlinbe utazott, ahol szélváltak. Fields színházakban és kabarékban kezdett dolgozni a Német Birodalomban.
1904-ben Fields számos német helyen lépett fel, elsősorban Berlinben és Hamburgban, ahol áriákat és dalokat adott elő. Hozzáment a német impresszárióhoz és zongoristához, Engelhardt Albert Georg Winterhez. Winter szerette Fieldst, és a házasságból gyermek született, azonban Fields állítólag a házasságot karrierje előmozdítása érdekében kötött érdekházasságnak tekintette.
1905. közepén férje megszervezte a következő koncertjeit. Fields Hollandiában, Németországban és Észak-Ausztriában lépett fel. A turné során amerikai táncai mellett bemutatta az európai közönségnek azt a képességét is, hogy hagyományos dalokat folyékonyan énekel németül, angolul, oroszul, franciául és hollandul. A turné 1907. decemberében sikeresen zárult. Arabella Berlinbe utazott és öt dalt vett fel az Anker Phonogramm Records stúdiójában. Akkorriban három rövidfilmben is szerepelt, melyek mára elvesztek.
1908-ban újabb hároméves turnéra indult Olaszországba, Németországba, Dániába, Magyarországra, Ausztriába, Szicíliába, Romániába, Svájcba. Talán Oroszországban is fellépett. A turné során felvételeit forgalmazták, filmjeit pedig a helyi mozikban vetítették. 
Az európai kritikusok rendkívül jól nyilatkoztak Fields alakításairól. A turné csúcspontja 1910. végén volt, ahol a népszerű bécsi Gartenbau Színházban lépett fel. A híres osztrák zeneszerző és zenei rendező, Theodor Wottitz a kifejezetten neki írt „Nach Zigeuner Art” című darabját adta elő. 
1925-ben a zenekarvezető Sam Woodinggal csatlakoztak a Chocolate Kiddies revühöz. A híres revü a legújabb dzsessz-számokat adta elő, és bemutatta a Charlestont Németországban, Dániában, Csehszlovákiában, Franciaországban, Spanyolországban és a Szovjetunióban.
Visszatérve Berlinbe Fieldst felbérelte Louis Douglas táncosnő, hogy részt vegyen a „Black Follies” című revüjében, amellyel bejárták az európai kontinenst. Közel 25 hónapos turné után, 1931 augusztusában Fields kilépett a revüből, hogy Rex Ingram Baroud című fimjét forgassa Nizzában és Marrakechben. A film angol és francia változatában is szerepelt.
Néhány hónap után Fields újabb 33 hónapos turnéra indult Lipcsében, 1911-ben. Ez a turné egészen Törökországig vezetett.
1914. februárjában hazament Hamburgba, ahol olyan helyeken lépett fel, mint az Eden Színház és a Rathaus Kávézó. 1915. szeptemberében Amszterdamba költöztek. Ebben az időszakban Fields megállás nélkül turnézott a holland tartományokban  hatalmas népszerűséggel. 1915. végén Armand Haagman holland zeneszerző írta neki a „My Indian Boy” című dalt. 
1921-re a Winterrel kötött házassága rendkívül feszültté vált, és a pár elvált. A számos utcai tüntetés és az infláció is megnehezítette Fields életét, ezért egy két-három éves kelet-európai turnéra indult, amely Ausztrián, Magyarországon, Csehszlovákián és Jugoszlávián átívelt; 1924-ig.
1925-ben Fields-t felbérelte a zenekarvezető Sam Wooding csatlakozni a Chocolate Kiddies revühöhöz. A híres revü a legújabb dzseessz-számokat adta elő Németországban, Dániában, Csehszlovákiában, Franciaországban, Spanyolországban és a Szovjetunióban. Közel 25 hónapos turné után, 1931 augusztusában Fields kilépett a revüből, hogy Rex Ingram Baroud című fimjét forgassa Nizzában és Marrakechben. 
A film angol és francia változatában is szerepelt.

## Fordítás
- Ez a szócikk részben vagy egészben  az   Arabella Fields című angol Wikipédia-szócikk ezen változatának fordításán alapul.  Az eredeti cikk szerkesztőit annak laptörténete sorolja fel. Ez a jelzés csupán a megfogalmazás eredetét és a szerzői jogokat jelzi, nem szolgál a cikkben szereplő információk forrásmegjelöléseként.